# Patience Mthunzi
Patience Mthunzi es una científica sudafricana especializada en física de la biofotónica y bioquímica conocida por sus investigaciones sobre la posible curación del sida|VIH mediante la utilización de terapias con láser.

## Educación
Nacida en el barrio de Orlando Oeste en Soweto, Sudáfrica, se graduó en bioquímica por la Universidad de Johannesburgo en 2002. Se doctoró en física (biofotónica) en 2010, por la Universidad de Saint Andrews de Escocia.

## Carrera
Es investigadora Sénior del Consejo Sudafricano para la Investigación Científica en Industrial (Council for Scientific and Industrial Research (CSIR)). En 2011 fue seleccionada por la academia de Ciencias Sudafricana para representar al país en el Foro Económico de Davos de ese mismo año. En 2015 participó en la conferencia TED de Vancouver con una exposición sobre la posible curación del sida con técnicas láser. En 2012 aparece en la Revista Forbes como la científica joven más influyente de África.

## Algunas publicaciones
- Patience Mthunzi ; Kishan Dholakia ; Frank Gunn-Moore, Phototransfection of mammalian cells using femtosecond laser pulses: optimization and applicability to stem cell differentiation, J. Biomed. Opt. 15 (4), 041507 (6 de julio de 2010). doi:10.1117/1.3430733
- Patience Mthunzi ; Woei Ming Lee ; Andrew Clive Riches ; Christian Tom A. Brown ; Frank J. Gunn-Moore ; Kishan Dholakia, Intracellular Dielectric Tagging for Improved Optical Manipulation of Mammalian Cells, IEEE Journal of Selected Topics in Quantum Electronics, v, 16 (3) mayo-junio de 2010